# 30,5 cm kusthaubits m/16
30,5 cm kusthaubits m/16 är en numera utgången svensk artilleripjäs. Den tillverkades av Bofors och avvecklades 1955. Pjäsen fanns i två batterier vid Aspöberg utanför Karlskrona och i Vaxholms fästning vid Batteri Torsberg. Det senare batteriet flyttades år 1940 till  Batteri Ryssjön utanför Karlshamn. Pjäserna var pivåtuppställda i öppna pjäsbrunnar med sidriktningsmöjlighet horisonten runt. Ytterligare två pjäser beställdes för Hemsö fästning, men såldes vidare till Norge.

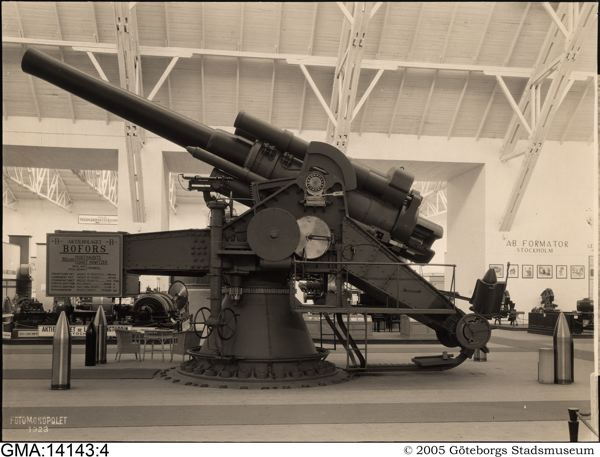
Pjäsen utställd i Göteborg, 1923.

## Film från tillverkningen hos Filmarkivet
- Länken: Vi ser monering av pjäserna vid 3:24